# バソト国民党
バソト国民党（Basotho National Party）は、レソトの政党。1956年バストランド国民党として後にレソト初代首相となるレアブア・ジョナサンによって結成された。 

## 概要
ジョナサンが首相となった1965年総選挙で第一党となるが、1986年ジャスティン・レハンヤ軍司令官の率いる軍事クーデターによって国民党を含む政党の活動が禁止された。
1993年民政移管後に実施された総選挙（1993 parliamentary election）では、得票率22.6パーセント、12万686票を獲得したものの小選挙区制によって議席を得ることはできず、ライバルともいうべきバソト会議党（BCP）が国民議会の全議席65議席を独占した。1998年総選挙も同様に苦戦を強いられ得票率24.5パーセントを得ながら僅か1議席に終わった。BNPは比例代表制の導入を主張し、2001年下院関連法が改正され小選挙区80、比例代表40の小選挙区比例代表並立制が導入された。
1999年党大会で党首に1986年クーデターの首謀者で軍政の代表者だったジャスティン・レハンヤを選出した。2002年5月25日に行われた総選挙で、BNPは得票率22.4パーセント、比例区で21議席を得た。しかし党内抗争が激化し党組織が弱体化したことも手伝って、2007年2月17日に行われた総選挙では、僅か3議席を得るに留まった。